# شعار جمهورية أذربيجان الاشتراكية السوفيتية
اعتمد شعار جمهورية أذربيجان السوفيتية الاشتراكية عام 1937 من قبل حكومة جمهورية أذربيجان الاشتراكية السوفيتية. يستند نمط تصميم الشعار إلى شعار الاتحاد السوفيتي.
يتضمن الشعار منصة حفر تمثل احتياطيات النفط الوفيرة في باكو، وخلفها شروق الشمس، الذي يرمز إلى مستقبل الأمة الأذريّة. يظهر شعار المطرقة والمنجل بشكل بارز بالأعلى، بينما توجد النجمة الحمراء (التي ترمز إلى "الاشتراكية على جميع القارات الخمس") في قمة الشعار، دلالة على انتصار الشيوعية و"مجتمع الدول الاشتراكية في جميع أنحاء العالم". الإطار الخارجي يضم رموز الزراعة: القمح والقطن.
الكتابات الواردة على الشعار هي من شعارات الاتحاد السوفيتي: "يا عمال العالم، اتحدوا!" باللغتين الروسية والأذرية. باللغة الأذرية، تكون العبارة "Бүтүн өлкəлəрин пролетарлары, бирлəшин!" (بالأبجدية اللاتينية الأذرية الحالية: "Bütün ölkələrin proletarları, birləşin!"). كما كُتب الاسم الكامل لجمهورية أذربيجان السوفيتية الاشتراكية باللغتين الروسية والأذرية.
استخدم الشعار الحالي منذ عام 1918 ثم اعيد استخدامه رسمياً عام 1992 قبيل الاستقلال، مع الاحتفاظ ببعض عناصر الزخرفة السوفيتية السابقة، مثل القمح واللون الأحمر.

## تاريخ

### الشعارات المبكرة لجمهورية أذربيجان الاشتراكية السوفيتية

شعار غير رسمي سنة 1920.

صدرت صورة الشعار الأول للجمهورية في الأوراق النقدية الأولى لجمهورية أذربيجان الاشتراكية السوفيتية؛ التي صدرت في عام 1920، تكوّن الشعار من مطرقة ومنجل متقاطعين، ونجم خماسي الأطراف وهلال، وغالباً ما كانت تتألف من إكليل من سنابل القمح.
تم تضمين نفس تركيبة الشعار في وسام الراية الحمراء لجمهورية أذربيجان الاشتراكية السوفيتية، الذي أُقر في عام 1920، حيث تم تطوير مسودته من قبل رئيس قسم الطبوغرافيا العسكرية في قسم التعبئة العملياتية لهيئة الأركان لمفوض الشعب للشئون العسكرية والبحرية لجمهورية أذربيجان الاشتراكية السوفيتية، إ. ب. فيكيلوف، على صورة وشبه وسام الراية الحمراء لجمهورية روسيا الاتحادية الاشتراكية السوفيتية.
وقد تم اعتماد هذه التركيبة في دستور جمهورية أذربيجان الاشتراكية السوفيتية؛ الذي اعتمده مؤتمر السوفيت الأول لأذربيجان في 19 مايو 1921، والذي حدد وصف شعار النبالة، المنسوخ من وصف شعار النبالة لجمهورية روسيا الاتحادية الاشتراكية السوفيتية في دستورها لعام 1918، المادة 103.
على ما يبدو، لم يكن هناك إجماع حول الصورة الدقيقة للشعار. بدلاً من ذلك، تم إنشاء تركيبات متنوعة. الأكثر شهرة منها تتضمن منجلاً ومطرقة وهلالًا ونجمة خماسية، وغالباً ما تكون في إكليل من سنابل القمح، وكانت النقوش مكتوبة بلغة تركية أو تترية، ومكتوبة بالأحرف العربية.
على وجه الخصوص، تم تصوير هذا التكوين على جميع الطوابع البريدية لجمهورية أذربيجان الاشتراكية السوفيتية، والتي كانت متداولة منذ 1 أكتوبر 1921. كان مؤلف الرسومات هو الرسام الساخر الباكوي بينو (بندكت) رفائيلوفيتش تيليغاتير.
بعد 13 ديسمبر 1922، أصبح المجلس المركزي التنفيذي لجمهورية أذربيجان الاشتراكية السوفيتية جزءاً من جمهورية ما وراء القوقاز الاشتراكية السوفيتية، والتي شكلت في 30 ديسمبر 1922 مع جمهورية روسيا الاتحادية الاشتراكية السوفيتيةة، وجمهورية أوكرانيا الاشتراكية السوفيتية، وجمهورية روسيا البيضاء الاشتراكية السوفيتية ما يُعرف بالاتحاد السوفيتي. تم تقليل استخدام تركيبة الشعار لترمز إلى جمهورية أذربيجان الاشتراكية السوفيتية، بسبب استبدالها بشعار الاتحاد السوفيتي وجمهورية ما وراء القوقاز الاشتراكية السوفيتية.

### من الأبجدية العربية إلى اللاتينية
في 30 ديسمبر 1922، اعتمدت اللجنة التنفيذية المركزية لجمهورية أذربيجان الاشتراكية السوفيتية مرسوماً حول مساواة الأبجدية اللاتينية المستجدة مع الأبجدية العربية الأصليّة. تم عكس هذا التغيير في وصف الشعار في الدستور الجديد لجمهورية أذربيجان الاشتراكية السوفيتية الذي اعتمد في 8 ديسمبر 1924، وتمت الموافقة عليه في 14 مارس 1925. في الدستور الجديد، أضيفت عبارة "بالأبجدية الجديدة والقديمة" إلى وصف الشعار.

### الشعار الأول
في المراجعة الثانية للدستور الجديد لأذربيجان (الذي أقره مؤتمر عموم أذربيجان للسوفيت في 26 مارس 1927)، يوصف الشعار كالتالي:
بعد هذه المراجعة، ظهرت النسخ الرسمية للشعار.
في 1 يناير 1929، بقرار من اللجنة التنفيذية المركزية لجمهورية أذربيجان الاشتراكية السوفيتية، أعلنت الأبجدية اللاتينية بأنها الأبجدية الرسمية لجمهورية أذربيجان الاشتراكية السوفيتية بدلاً عن الأبجدية العربية. ونتيجة لذلك، تمت إزالة عبارة "والقديمة" -أي الأبجدية العربية- من وصف الشعار في دستور جمهورية أذربيجان الاشتراكية السوفيتية.

### الشعار الثاني
منذ عام 1930، في شعار جمهورية أذربيجان الاشتراكية السوفيتية، كانت النقوش المكتوبة على الشعار تُكتب فقط باستخدام الأبجدية اللاتينية. تم تثبيت هذا التغيير في النسخة الجديدة من دستور جمهورية أذربيجان الاشتراكية السوفيتية، الذي اعتمده مؤتمر عموم أذربيجان السابع للسوفيت في 14 فبراير 1931، والذي أقر وصفاً جديداً لشعار جمهورية أذربيجان الاشتراكية السوفيتية. كان الوصف كما يلي:
تم إنشاء التصميم الرسمي للشعار بواسطة الفنان المسرحي بنديكت (بينو) رافايلوفيتش تيلينغاتير (1876-1960)، الذي أنشأ النسخة غير الرسمية السابقة لشعار جمهورية أذربيجان الاشتراكية السوفيتية.

### الشعار الثالث
بعد اصدار الدستور الجديد للاتحاد السوفيتي عام 1936، سعت جمهورية أذربيجان الاشتراكية السوفيتية أيضاً إلى اصدار دستوراً جديداً. الدستور الجديد لجمهورية أذربيجان الاشتراكية السوفيتية، الذي اعتمده المؤتمر الاستثنائي التاسع لعموم أذربيجان للسوفيت في 14 مارس 1937، وضع وصفاً لشعار الدولة الجديد لجمهورية أذربيجان الاشتراكية السوفيتية:
صمم الفنان الرسومي روبين شخييان التصميم الرسمي للشعار.

#### المراجعة الأولى

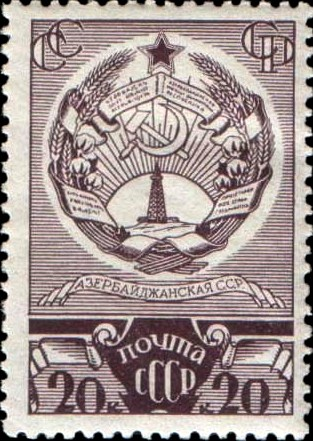
شعار جمهورية أذربيجان الاشتراكية السوفيتية على طابع بريدي عام 1937

## معرض الصور

شعار غير رسمي من 1920 إلى 1921.
شعار الجمهورية في الفترة بين عاميّ 1921 و1927
شعار الجمهورية في الفترة بين عاميّ 1927 و1931
شعار الجمهورية في الفترة بين عاميّ 1931 و1937
شعار الجمهورية في الفترة بين عاميّ 1937 و1940
شعار الجمهورية في الفترة بين عاميّ 1940 و1978
شعار الجمهورية في الفترة بين عاميّ 1978 و1991) وشعار جمهورية أذربيجان (1991 - 1993)